# 横立山乡
横立山乡，是中华人民共和国江西省九江市瑞昌市下辖的一个乡镇级行政单位。

## 行政区划
横立山乡下辖以下地区：
全胜村、新庄村、红旗村、青岭村、光辉村和芦塘村。